# Barbara Berger
Barbara Berger (født 14. april 1945) er en dansk-amerikansk forfatter, foredragsholder, coach og terapeut. 
Barbara Berger er forfatter til 18 selvhjælps-bøger om emner som sindets kraft og meditation. Hun kalder sin tilgang, som kombinerer elementer fra coaching, terapi og spiritualitet, for Getting Real. Adskillige af Barbara Bergers bøger er blevet bestsellere i Danmark og derefter oversat til talrige sprog – blandt andet Vejen til kraft (30 sprog) og Er du lykkelig nu? (21 sprog).    
Barbara Berger er oprindeligt født og opvokset i USA, men flyttede til Danmark i 1968, hvor hun har boet og arbejdet lige siden.
Privat bor Barbara Berger i København, hvor hun foruden at skrive bøger og undervise, også har sin egen coaching praksis og coaching uddannelse. 